# عباس بصیر
عباس بصیر (زادهٔ: ۱۳۴۷ خورشیدی، ولایت غزنی) سیاست‌مدار، نویسنده و محقق افغانستانی است. وی هم‌اکنون در سمت وزیر وزارت تحصیلات عالی افغانستان مشغول به فعالیت است. وی تاکنون در سمت‌های مختلف ملی و بین‌المللی فعالیت کرده‌است. از سال ۱۳۹۷ تا ۱۳۹۹ سمت رئیس عمومی سازمان همکاری‌های محیط زیستی کشورهای جنوب آسیا و همچنان از سال ۱۹۹۸ تا ۱۹۹۹ سمت معاون مرکز نیتروژن جنوب آسیا (South Asia Nitrogen Hub) را به عهده داشت.
وی همچنین در سمت‌های مشاور ارشد رئیس‌جمهور در امور منابع طبیعی و محیط زیست، رئیس دفتر معاونت ریاست جمهوری، معاون پالیسی و روابط بین‌الملل اداره ملی حفاظت محیط زیست، مشاور ارشد روابط بین‌الملل در اداره ملی حفاظت محیط زیست، دبیر اول سفارت کبرای افغانستان در دهلی نو، معاون و سرپرست ریاست روابط فرهنگی وزارت امور خارجه افغانستان و هم چنان تدریس در دانشگاه‌ها و مؤسسات تحصیلات عالی کاتب، دعوت، افغانستان، ابن سینا، دنیا، غرجستان و گوهرشاد در دوره‌های لیسانس و ماستری (فوق لیسانس) از سال ۱۳۹۰ تا ۱۳۹۷ فعالیت داشته‌اند.

## زندگی‌نامه
عباس بصیر فرزند غلام حسن متولد سال ۱۳۴۷ خورشیدی، از قره‌باغ، ولایت غزنی و از قوم هزاره می‌باشد.

## تحصیلات
- دکترای حقوق بین‌الملل محیط زیست از دانشگاه جواهر لعل نهرو، هند
- ماستری حقوق بین‌الملل از دانشگاه جواهر لعل نهرو، هند
- ماستری فقه و معارف اسلامی از مرکز جهانی علوم اسلامی، ایران
- لیسانس حقوق از مرکز جهانی علوم اسلامی، ایران
- لیسانس فرهنگ و معارف اسلامی، از مرکز جهانی علوم اسلامی، ایران
- فراغت از صنف چهاردهم، تحصیلات علوم اسلامی، کابل.
- بکلوریا از لیسه عالی تربیت، ایران.[۶]

## فعالیت‌های ملی و بین اللملی

### سازمان همکاری‌های محیط زیست جنوب آسیا
این سازمان به SACEP نیز معروف است. طبق اساسنامه این سازمان SACEP یک سازمان بین دولتی است، که در سال ۱۹۸۲ توسط دولتهای جنوب آسیا برای ترویج و حمایت بیشتر از حفاظت، مدیریت و بهبود محیط زیست در منطقه تأسیس شد. هشت کشور زیر عضو این سازمان است.
- افغانستان
- بنگله دیش
- هند
- مالدیو
- بوتان
- نیپال
- پاکستان
- سریلانکا

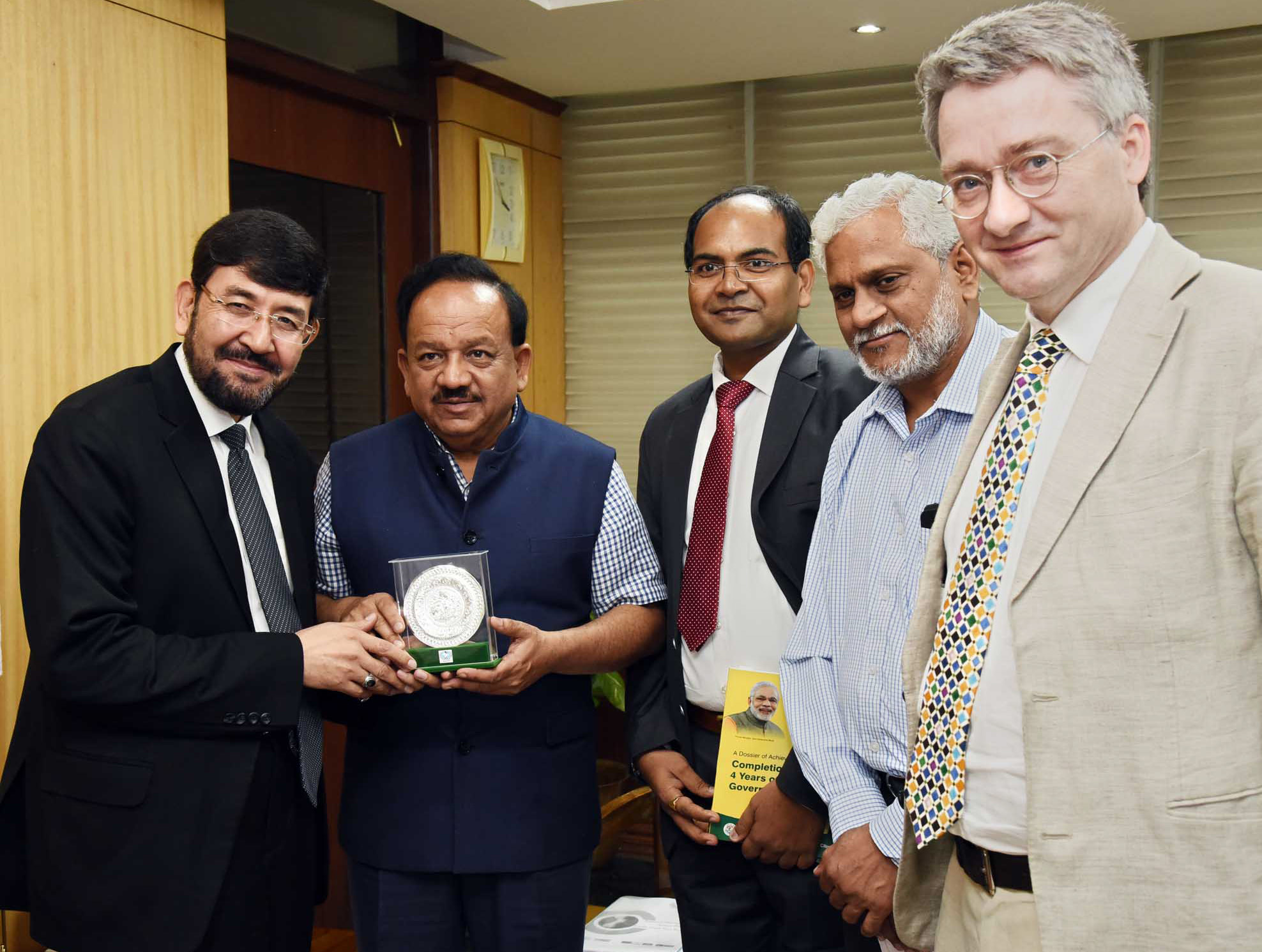
ملاقات عباس بصیر به عنوان ریس عمومی سازمان همکاری‌های محیط زیست جنوب آسیا با Harsh Vardhan وزیر محیط زیست، جنگلان و تغییر اقلیم کشور هندوستان

این کشورها اساسنامه سازمان SACEP را تصویب کرده‌اند. همچنین طبق ماده ۱۰۲ منشور ملل متحد به عنوان یک سازمان چند جانبه در دبیرخانه سازمان ملل ثبت می‌باشد. SACEP همچنین دبیرخانه سازمان دریاهای جنوب آسیا (SASP) می‌باشد، که یکی از هجده برنامه منطقه ای سازمان ملل است. دولت سریلانکا میزبان این سازمان بوده و این سازمان (SACEP) دبیرخانه خود را در کلمبو دارد که به عنوان آژانس تخصصی تحت نمایندگی‌های دیپلماتیک وزارت امور خارجه سریلانکا ثبت می‌باشد.
عباس بصیر سمت ریس عمومی سازمان همکاری‌های محیط زیست جنوب آسیا (SACEP) را بر عهده داشته‌است که برای مدت سه سال از طرف دولت جمهوری افغانستان معرفی شده بود. با مدیریت توانمند آقای بصیر، پانزدهمین اجلاس شورای حاکم (GC) این سازمان و ششمین نشست بین دولتی وزرای سازمان دریاهای جنوب آسیا (SASP) از ۳ تا ۶ نوامبر ۲۰۱۹ در داکا بنگلادش برگزار شد، در طول مدت خدمت به عنوان رئیس عمومی سازمان، مشارکت بین بانک جهانی واین سازمان برای اقیانوس‌ها از نظر تاریخی قابل توجه بوده‌است. بر اساس این مشارکت، اعضای هیئت مدیره بانک جهانی یک پروژه ۵۰ میلیون دلاری رایگان رودخانه و دریای پلاستیک برای منطقه آسیای جنوبی با پشتیبانی منطقه ای ۳۷ میلیون دلار و با ۱۳ میلیون دلار تأمین مالی موازی برای اقیانوس‌ها تأیید و توسط این سازمان (SACEP) اجرا می‌شود؛ و هم چنان استراتژی ۲۰۲۰–۲۰۳۰ این سازمان تدوین و توسط شورای حکومتی تصویب شد.
و ایشان هم چنان سمت‌های مهم دیگری را نیز بر عهده داشته‌اند.
- معاون مرکز نیتروژن جنوب آسیا (ُSouth Asia Nitrogen Hub) از سال ۱۳۹۸ تا ۱۳۹۹
- مشاور ارشد رئیس‌جمهور در امور منابع طبیعی و محیط زیست از حمل سال ۱۳۹۴ تا ۱۳۹۷
- رئیس دفتر معاونت دوم ریاست جمهوری از جوزا ۱۳۹۰ تا میزان ۱۳۹۳
- معاون پالیسی و روابط بین‌الملل اداره ملی حفاظت محیط زیست از اول حمل ۱۳۸۹ تا ماه جوزا ۱۳۹۰
- مشاور ارشد روابط بین‌الملل در اداره ملی حفاظت محیط زیست از ۲۲ میزان ۱۳۸۸ تا آخر حوت ۱۳۸۸
- دبیر اول سفارت کبرای افغانستان در دهلی نو از سال ۱۳۸۵ تا اوائل ۱۳۸۸
- معاون و سرپرست ریاست روابط فرهنگی وزارت امور خارجه افغانستان از سال ۱۳۸۲ تا ۱۳۸۵
- معاون دفتر ساحوی دارالانشاء قانون اساسی افغانستان در تهران
- عضو لویه جرگه اضطراری افغانستان به نمایندگی از غزنی
- سردبیر نشریه هفتگی مشارکت ملی – کابل- ۱۳۸۱ تا ۱۳۸۴
- سردبیر نشریه هفتگی امروز ما – پیشاور پاکستان- ۱۳۷۵ تا ۱۳۷۸.

## اشتراک و سخنرانی در کنفرانس‌ها و محافل علمی- آموزشی بین‌المللی

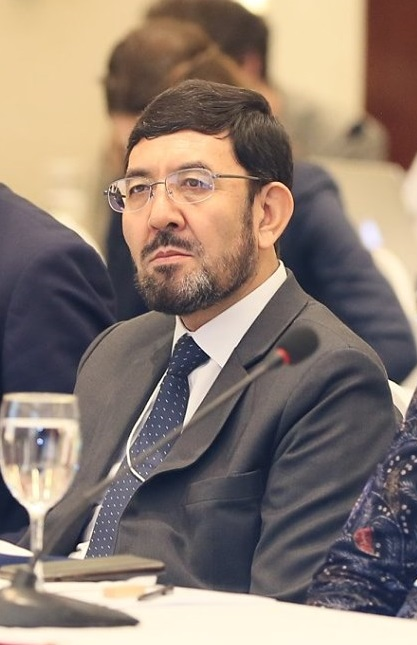
عباس بصیر به عنوان رئیس عمومی سازمان همکاری‌های محیط زیستی کشورهای جنوب آسیا (SACEP)در کنفرانس بین الملی تغییر اقلیم(United Nations Climate Change conference)، دسامبر ۲۰۱۹

- نمایندگی از سازمان همکاری‌های محیط زیستی کشورهای جنوب آسیا (SACEP) در ده‌ها کنفرانس و نشست‌های علمی بین‌المللی و سخنرانی در این کنفرانس‌ها و نشست‌های علمی از سال ۲۰۱۸ تا ۲۰۲۰[۸][۹]
- اشتراک در کنفرانس بین‌المللی مقابله با طوفانهای گرد و غبار (تهران، مورخ ۳–۵ ژوئیه ۲۰۱۷)
- اشتراک در شانزدهمین کنفرانس اعضای کنوانسیون تغییر اقلیم در مکزیک (۲۹ نوامبر الی ۹ دسامبر ۲۰۱۰) به حیث رئیس هیئت.
- اشتراک در دوازدهمین نشست شورای حکام SACEP در کولمبو، سریلانکا (۱–۳ نوامبر ۲۰۱۰)
- اشتراک در کنفرانس تغییر اقلیم در تیانجین چین (۴–۹ اکتبر ۲۰۱۰).[۱۰]
- رئیس هیئت افغانی در ششمین کنفرانس وزرای محیط زیست دربارهٔ محیط زیست و توسعه در آسیا و اقیانوسیه در آستانه قزاقستان (۲۷ سپتمبر تا ۲ اکتبر ۲۰۱۰)
- رئیس هیئت افغانی در کنفرانس ملل متحد دربارهٔ تغییر اقلیم در بن آلمان (اوت ۲۰۱۰)
- رئیس هیئت افغانی در کنفرانس تغییر اقلیم در بن آلمان (جون ۲۰۱۰)
- اشتراک در چهارمین نشست مجمع عمومی (GEF) به حیث رئیس هیئت افغانی در اروگوئه (آوریل ۲۰۱۰)
- نمایندگی از افغانستان در دومین نشست بین حکومتی گروپ متخصصین سارک در بوتان (مارس ۲۰۱۰)
- نمایندگی از افغانستان در کنفرانس شورای حکام برنامه محیط زیست ملل متحد در بالی، مالیزیا (فوریه ۲۰۱۰)
- اشتراک در نشست گروپ متخصصین کشورهای سارک در دهلی نو (ژانویه ۲۰۱۰)
- اشتراک در کنفرانس تغییر اقلیم در کوپنهاگن (دسامبر ۲۰۰۹)
- اشتراک در کنفرانس محیط زیست کشورهای سارک در دهلی نو (اکتبر ۲۰۰۹)
- شرکت ورکشاپ علمی چگونگی تحکیم صلح در کشورهای پس از جنگ در مالیزیا (۲۰۰۳)
- شرکت در کورس دیپلماسی در وزارت امورخارجه
- شرکت در کنفرانس‌ها و محافل علمی دیگر.[۱۱][۱۲]

## تحقیقات و آثار علمی

### کتاب‌ها
- مدیریت جامع محیط زیست از منظر حقوق بین‌الملل، به فارسی هم به چاپ رسیده.
- مدیریت جامع انتخابات با نگاهی به تجارب افغانستان و جهان هم به فارسی به چاپ رسیده.
- چارچوب حقوقی حفاظت محیط زیست در دوران جنگ، به انگلیسی هنوز چاپ نشده.
- مسئولیت خسارات وارده به محیط زیست در دوران جنگ، به انگلیسی هم چاپ شده و نیز قابل دسترس به شکل آنلاین.
- انتخابات لویه جرگه قانون اساسی افغانستان (همراه با جمعی از نویسندگان)، به فارسی، چاپ شده.
- مدیریت زباله در شهرها (همراه با جمعی از نویسندگان)، به انگلیسی در زیر چاپ.

### مقالات
- دیپلماسی محیط زیستی
- فرایند ملت سازی در افغانستان از نظر شهید مزاری، با نگاهی به تجارب جهان
- تغییر اقلیم و تأثیرات آن بر زراعت
- پیامدهای محیط زیستی شیوع کرونا
- تقویت مدیریت پلاستیک در شهرهای ساحلی جنوب آسیا
- منابع مالی تغییر اقلیم
- پیامدهای خروج آمریکا از موافقتنامه پاریس
- ارزیابی تأثیرات محیط زیستی پروژه‌های انکشافی
- ضرورت شمولیت ملاحظات محیط زیستی در پروژه‌های توسعه‌ای
- روند ارزیابی تأثیرات محیط زیستی پروژه‌های زیربنایی (مطابق به مقرره ارزیابی اثرات محیط زیستی)
- طراحی شهرهای پایدار
- تغییرات اقلیمی، پیامدها و راه حل‌ها
- سیستم حل اختلاف سازمان جهانی تجارت
- تجارت و محیط زیست
- لویه جرگه قانون اساسی افغانستان
- مصلحت در نظام حقوقی اسلام
- اسلام و پلورالیزم سیاسی
- راه‌های حقوقی الحاق افغانستان به سازمان جهانی تجارت
- ساختار قوه قضائیه افغانستان
- قانون اساسی افغانستان: نقطه‌های قوت و چالش‌ها
- بیش از دویست مقاله دیگر.[۱۳]